# Earl R. Lewis

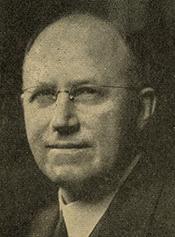
Earl R. Lewis

Earl Ramage Lewis (* 22. Februar 1887 im Richland Township, Ohio; † 1. Februar 1956 in Wheeling, West Virginia) war ein US-amerikanischer Politiker der Republikanischen Partei. Vom 3. Januar 1939 bis zum 3. Januar 1941 und vom 3. Januar 1943 bis zum 3. Januar 1949 war er Mitglied des Repräsentantenhauses der Vereinigten Staaten für den 18. Kongressdistrikt des Bundesstaates Ohio.

## Biografie
Lewis wurde im Richland Township geboren. Er besuchte dort die Schulen. 1914 schloss er das Jura-Studium an der Case Western Reserve University ab. Im selben Jahr wurde er als Rechtsanwalt zugelassen. In St. Clairsville war er fortan in einer eigenen Kanzlei tätig. Von 1927 bis 1928 war er erstmals Mitglied im Staatssenat. Von 1931 bis 1934 saß er erneut im Staatssenat und war in dieser Zeit Präsident pro Tempore. Er war ebenso in Führungsposition der Republikaner tätig. 
Nach seiner Zeit im Senat von Ohio wurde Lewis erstmals 1938 ins US-Repräsentantenhaus gewählt. Seine erneute Kandidatur 1940 war nicht erfolgreich. Er musste dabei seinen Sitz an seinen Vorgänger, Lawrence E. Imhoff, abgeben. Bereits 1942 konnte er den Sitz wieder zurückerobern. 1948 verlor er seinen Sitz endgültig, diesmal an Wayne Hays. Nach dem Ausscheiden aus dem House war er wieder als Anwalt tätig. 
1956 starb Lewis in Wheeling im Bundesstaat West Virginia. Er wurde auf dem Union Cemetery in St. Clairsville beigesetzt.